# Nagyecsed
Nagyecsed város Szabolcs-Szatmár-Bereg vármegyében, a Mátészalkai járásban.

## Fekvése
Nagyecsed a Nyírség és a szatmári tájegység határán fekvő kisváros. Mátészalkától 14, Győrtelektől 10, Porcsalmától 16, Vállajtól 14 kilométerre található; a várost kettészeli a Kraszna.

### Megközelítése
Legfontosabb közúti megközelítési útvonala a 49-es főút győrteleki szakaszától Fábiánháza déli részéig húzódó 4922-es út, amely végighalad a központján. Fábiánháza központjával a 4921-es út köti össze, és érinti még a határszélét nyugaton a Mátészalka-Vállaj közti 4918-as út is.
A hazai vasútvonalak közül a települést a Mátészalka–Nagykároly-vasútvonal érinti, melynek egy megállási pontja van itt. Nagyecsed vasútállomás a központ közelében helyezkedik el, közúti elérését a 4922-es útból kiágazó 49 333-as számú mellékút teszi lehetővé.

## Története

### A középkori falu
A település neve 1220-ban egy idevaló poroszló nevében fordul elő először (prist. Zomoy de villa Euchetii alakban), azonban már Anonymus is megemlékezett a település határában, az Ecsedi-láp szigetein felépült úgynevezett Sárvárról Gesta Hungarorumában: a honfoglalás idején Tas vezér „vonult a Szamos folyó felé arra a helyre, amelyet most Sárvárnak mondanak…erős földvárat építtetett, amelyet először Tas várának neveztek, most meg Sárvárnak hívnak”.
Ecsed a Gutkeled nemzetség birtoka volt. 1291-ben a Gutkeled nembeli Dorog fiaié. 1317-ben a hűtlenné vált Dorog fiak részét a rokon Báthori Bereck fiai szerezték meg, majd Dorog lányunokáitól Ecsed felét is megvették. 1329-ben pedig Kántorjánosi Jánostól vették zálogba itteni birtokrészét.
Ecsed kőfallal megerősített település volt, és az egészet víz vette körül. A láp szélén lévő falu hányt és hordott földre épült. Ez az ingoványos környék fokozta a falu biztonságát, hiszen szinte lehetetlen volt megközelíteni, de a többirányú közlekedést – mely például a kereskedelmet elősegíthette volna – gátolta, így a település nem fejlődhetett várossá.

### Az ecsedi vár
Bátori Bereck fiai Károly Róbert király oldalán harcoltak az oligarchák ellen, ezért a király megengedte nekik, hogy az ecsedi mocsarakban kő- vagy favárat építhessenek, és a felépülő várat a király személyéhez való ragaszkodásuk jeléül „Hűség (Hywseg) várának” nevezhessék. A vár az ecsedi láp egyik szigetén mint vizivár fel is épült. Urai később is a Báthoriak voltak, 1492-ben Báthori András erősíttette meg.
1530-ban a vár Szapolyai János kezén volt, amíg Báthori Miklóst sógora, Bonaventura át nem térítette I. Ferdinánd pártjára. A várat ekkor János Zsigmond megostromolta, de bevenni nem tudta.
Az 1566. évi békekötés alkalmával Ferdinánd mindent átengedett János Zsigmond-nak, kivéve Ecsedet.
Az erdélyi fejedelmek és a magyar királyok között folyó harcokban nagy szerepe volt az ecsedi várnak.
A 16. század végére a Magyar Királyság és Erdély között létrejött a török elleni végvárrendszer. A Báthoriak ecsedi ága utolsó sarjának számító ecsedi Báthori István országbíró ekkor újból megerősítette Ecsedet. Halála (1605) után fogadott fia somlyói Báthory Gábor a későbbi erdélyi fejedelem örökölte az uradalmat, melyhez ekkorra a megerősített központi váron kívül 3 város és 46 falu is tartozott.
Báthory meggyilkolása után a vár egy ideig a császáriak kezén volt, majd 1624-ben a bécsi béke értelmében Bethlen Gábor erdélyi fejedelem tulajdonába került. Ő, 1621-ben a magyar koronát is Ecsed várába vitte és itt is őrizte egy ideig.

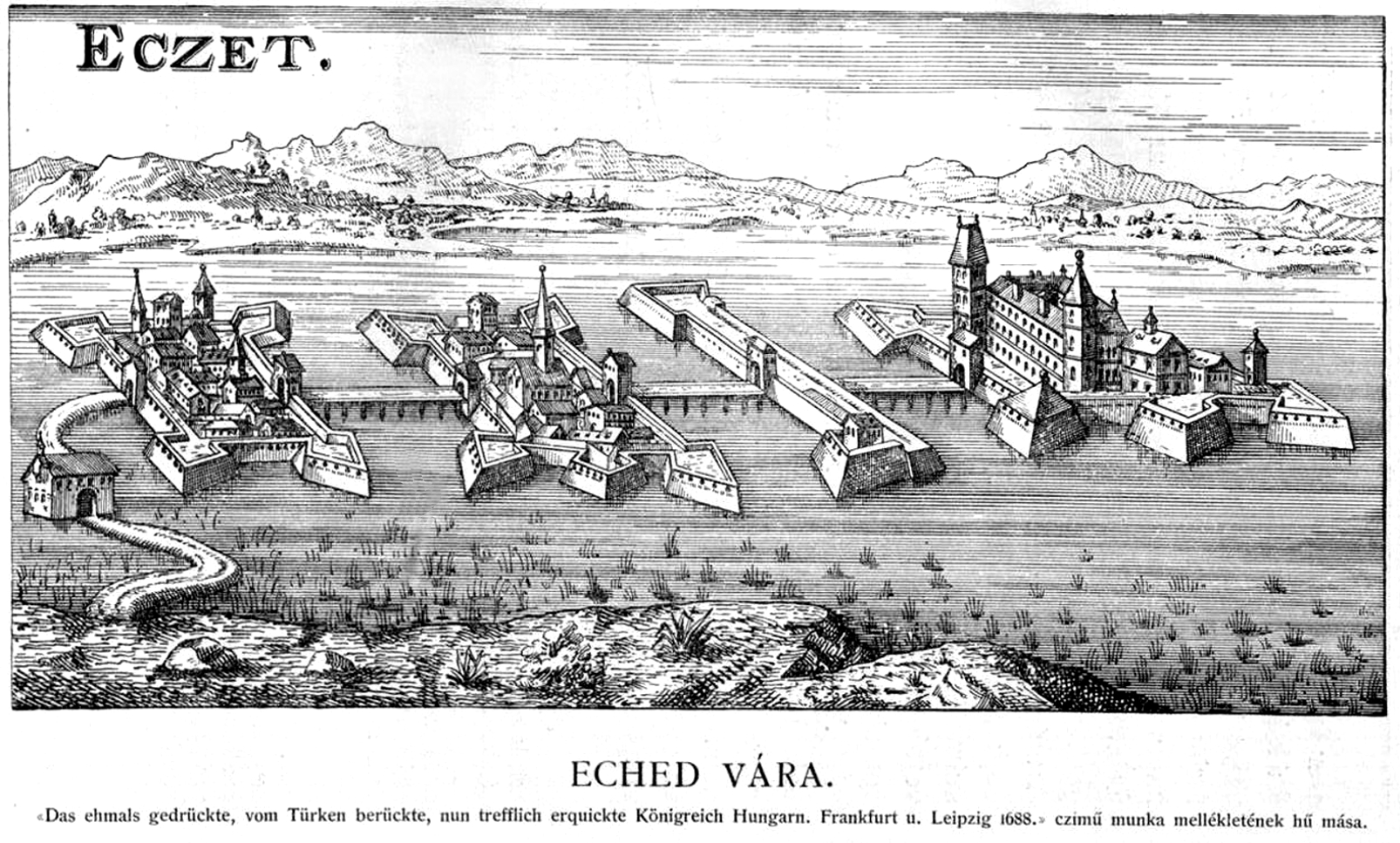
Ecsed vára, a Das ehmals gedrückte, vom Türken berückte, nun trefflich erquickte Königreich Hungarn című, Lipcsében 1688-ban megjelent műből, Gottfried Prixner (1746-1819) pesti rézmetsző másolata az eredeti műben megjelent illusztráció alapján

1648-ban I. Rákóczi György fejedelem tulajdonába került. 1688-ban a vár és uradalma Rákóczi Julianna és Ferenc öröklött birtoka volt. 1698-ban Rákóczi Julianna és férje, gróf Aspremont Ferdinánd, 1700-ban pedig II. Rákóczi Ferenc is zálogba adta ecsedi gazdaságát Bánffy György erdélyi kormányzónak. A vár őrsége 1703. júliusában, a tiszántúli hadjárat idején Melith Pál rábeszélésére az elsők között csatlakozott Rákóczi-szabadságharchoz. 1711-ben a szabadságharc bukása után a zálogba adott birtokot a kincstár lefoglalta.
A szatmári béke (1711) után Ecsed várát átadták a császáriaknak, akik elrendelték annak lerombolását.
A szatmári jobbágyok és a környező városok, falvak népe a várat gyorsan széthordta. A vármaradványok anyaga a szomszédos falvak épületeibe, utakba került. Sok anyagot elvittek építőanyagnak a környék mezővárosai is, például az innen származó anyagból építették fel a nyírbátori minorita templomot is. A vár lebontása után az ott volt Rákóczi-harang és a toronyóra Hódmezővásárhelyre került, ma az Ótemplom tornyában található (ipari műemlék, gyönyörű hangja van). A toronyórát a Károlyi család 200 körmöci aranyért adta el Hódmezővásárhelynek, az erről szóló oklevél szintén a vevő református egyháza irattárában található. Az eredeti óra mutatói a plébánián vannak. A számlapot Hódmezővásárhely visszaadta az ecsedieknek, ma az ecsedi református templomban található.
A várnak mára már se híre, se hamva, a területén feltárt tárgyakat (ágyúgolyók, ezüstpénzek, cserép- és épülettöredékek) a nagyecsedi Berey József Helytörténeti Gyűjteményben láthatják az érdeklődők.

### A falu a korai újkorban
A 16. században az ide költöző jobbágyoknak a Báthoriak nagy kedvezményeket adtak. Ecsed mezőváros lett.

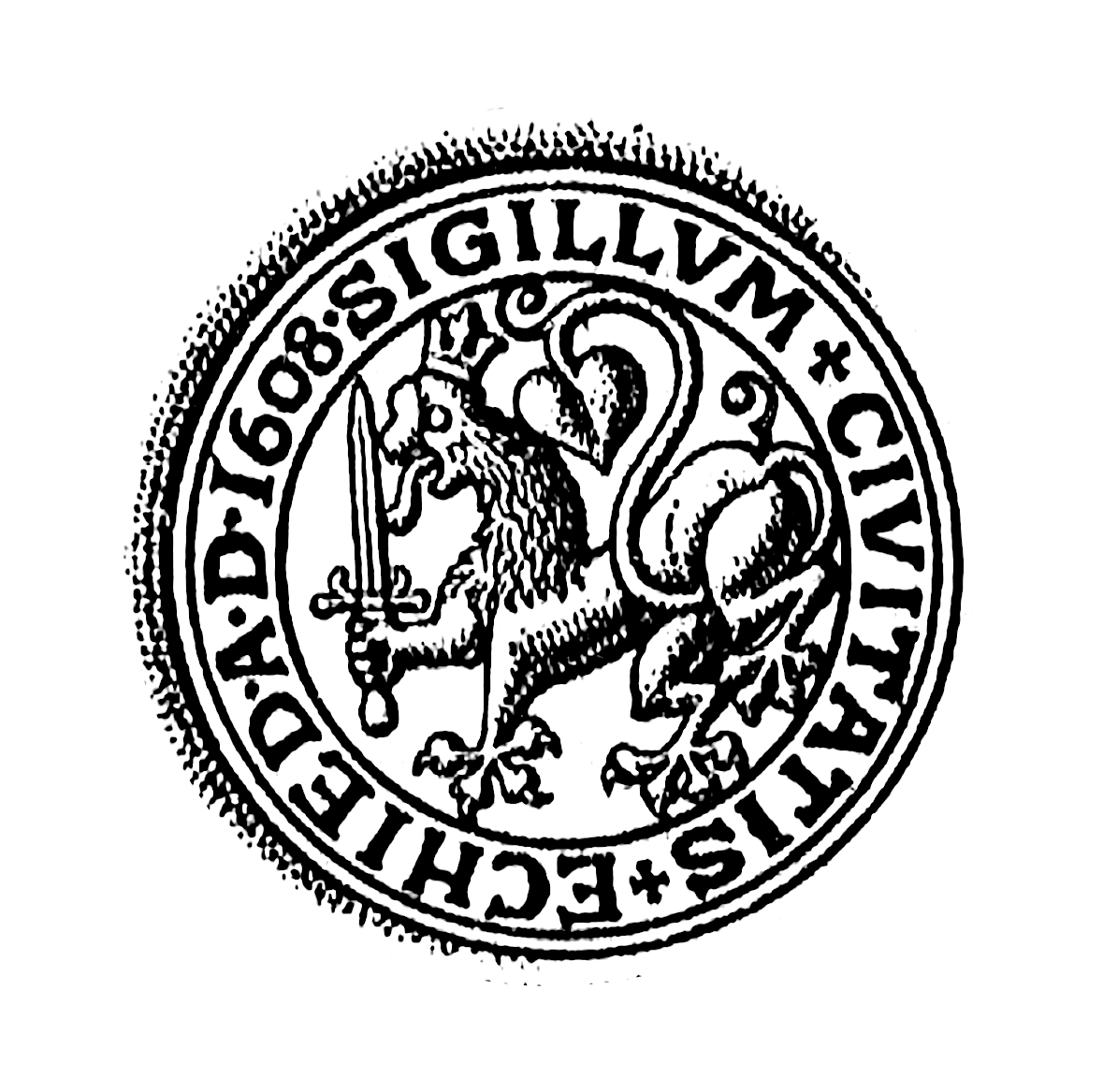
Nagyecsed pecsétje 1608-ból

A 18. század elejétől, a vár lerombolása utáni időktől a település helyzete mind nehezebbé vált, korábbi mezővárosi kiváltságait elvesztette. Különösen új földesurával, a gróf Károlyiakkal volt állandó viszályban, 1746-ban ugyanis az ecsedi uradalmat ők szerezték meg. Gróf Károlyi Antal 1776-ban Mária Teréziától is megerősítést nyert rá.
Az 1776. augusztus 12-én kelt rendelkezés alapján a II. Rákóczi Ferenctől kapott minden korábbi kiváltságolás visszavonásra került.
„hogy mivel Ecsed vára elpusztult és a várszolgálatok megszűntek, tehát kötelességet nem teljesítenek: az addigi jogaik is elenyésztek, és mivel saját vallomásuk szerint Ecsed határában némi csekély rétecskén kívül semmi földjük nincsen, házas zselléreknek nyilváníttatnak és úrbéres zsellér szolgálatot teljesíteni köteleztetnek, vagyis házhelyenként 1 forint füstpénzt fizetni és 18 gyalognapot földesuruknak, gróf Károlyi Antalnak szolgálni tartoznak, annyival inkább, mert a földesurassággal szerződni nem akartak.”
Az ecsediek nem fogadhatták el ezt az ítéletet, s fellebbeztek. Ezzel a fellebbezéssel indult el Ecsed életében az a híressé, sőt inkább hírhedtté vált úrbéri per, mely száz éven át tartott.
Ecsed zsellérsorba süllyesztett lakosai régi kiváltságaik visszaszerzéséért indítottak pert, 1744-től. (Éble Gábor: Az ecsedi 100 éves úrbéri per. Bp. 1912)
A hosszú pereskedést 1876. május 21-én egyezség zárta gróf Károlyi György és Nagyecsed között.
A cigányok Ecseden a 18. század végén jelentek meg a láp szélén. Valószínűleg vályogvetők voltak, de voltak zenészek is köztük. Mindkét foglalkozásra szükség volt a környéken. Rákóczi táborában főleg a zenészek játszottak fontos szerepet.

### 19. század

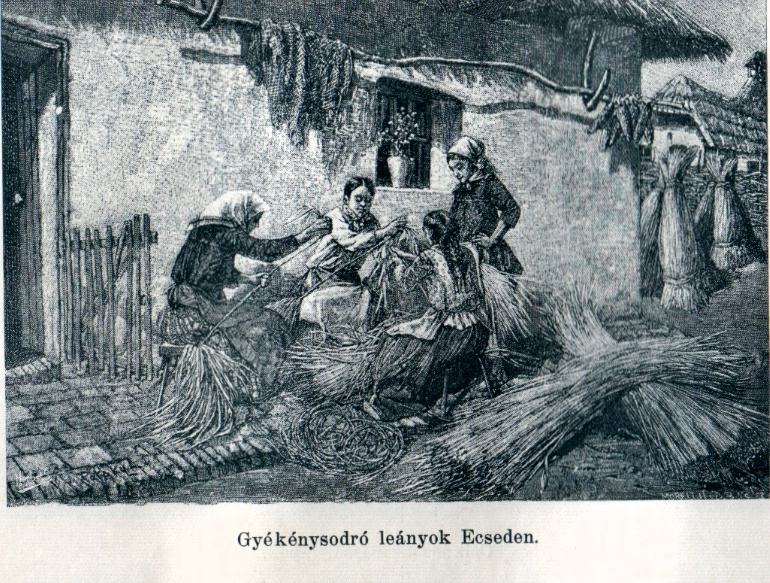
Gyékénysodró lányok Ecseden az 1800-as években

Ecsed fejlődésének megindulását az Ecsedi-láp 1898-ban való lecsapolása segítette elő. Az ecsedi vár lerombolásával, az ellenséges támadások megszűntével a láp elvesztette addigi védelmi, életfenntartási jelentőségét. A régi lápi foglalkozásokat űzők (pákászok, csikászok, halászok, nádvágók) megélhetését még csak-csak biztosította, de a környék lápos területen fekvő nagy uradalmai sok hasznát nem látták a lápvilágnak, ezért a birtokosok tervbe vették lecsapolását.

#### Az Ecsedi-láp lecsapolása
A láp lecsapolása céljából 1894-ben Társulatot hoztak létre gróf Károlyi Tibor vezetésével.
Az elkészült tervek három fő irányelvet követtek:
- A lápot tápláló vizek levezetése a szabályozott Krasznával a Tiszába.
- A belvizek megfelelő csatornahálózattal való elvezetése a Szamosba, illetve a Krasznába
- A Kraszna jobb- és a Szamos balpartján árvízvédelmi töltések építése.

A nagyszabású munkálatokhoz a Krasznának Nagymajténytól Vásárosnaményig 66,45 km hosszúságú új medret ástak.

### Nagyecsed a 20. században

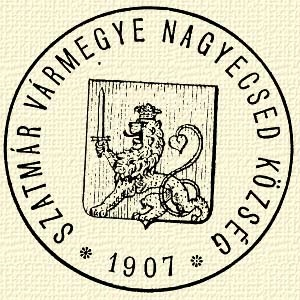
Nagyecsed pecsétje 1907-ből

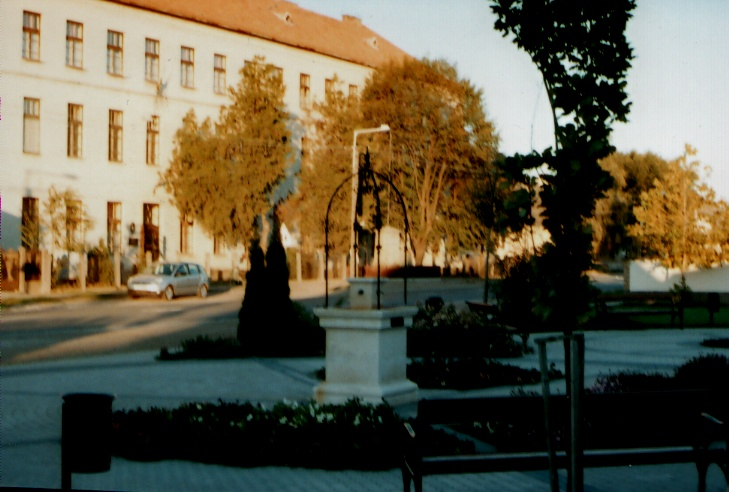
Nagyecsed, Dancs Lajos Általános Iskola

A lecsapolás utáni időkben még mindig sok probléma adódott a belvizekkel, mivel ezek a zsilipeken keresztül - csupán gravitációval - nem juthattak át a folyókba, ezért az 1914-ben eltervezett szivattyútelepet Péchy László igazgató főmérnök javaslatára a gépészeti berendezéssel együtt úgy építették meg, hogy az így előállított elektromos áram a mezőgazdaság céljaira is felhasználható legyen.
A lecsapolás után a megnövekedett termőföldek lehetővé tették a mezőgazdaság fejlődését.
Ezzel egy időben megindult a település fejlődése is. A trianoni békeszerződés (1920. június 4.) után az addig központi szerepet játszott Ecsedből határközség lett.
A szivattyútelep 1926-27-ben épült át villany- és szivattyúteleppé, mely Ungvár, Munkács, Beregszász, Mátészalka, Nyírbátor környezetébe levő községeket, mintegy 30 000 embert látott el villamosenergiával. Épületeit Lenarduzzi János olasz származású építkezési vállalkozó készítette el. Ez újabb lökést adott a település előbbre jutásának.
Az 1945-ös földreform nyomán megindult a mezőgazdaság fejlődése is, kis- és középbirtokosság alakult ki, a folyamatot azonban az államosítás rövid időre megtörte.
Jelentősebb mértékű előrelépés 1956-után indult meg a településen, ekkor érte el legmagasabb lélekszámát is. Felépült a község második református temploma is, mozi, áruház épült, bővült az általános iskola is. 1965-ben Nagyecsed gimnáziumot kapott. Ekkor épült fel a művelődési ház, amiben a település könyvtára is helyet kapott.
1960-ban a településen is megindul a mezőgazdaság kollektivizálása. 1981-82-ben megépült a község vízműve, ami lehetővé tette kb. 800 lakás vezetékes ivóvízhálózatra kapcsolását. Az ezt követő időszakban a lakosság főleg a mezőgazdaságból élt, s egyetlen munkáltatója a helyi tsz volt.
1990-ben a helyi önkormányzat a település további fejlesztését és lakosságmegtartó erejének fokozását tűzte ki céljául. Infrastrukturális beruházásokat hajtottak végre: kiépült a gáz-, és telefon-, fejlesztették az úthálózatot, az intézmények színvonalát, a kereskedelmi ellátást. 1994-ben adta be először a település a pályázatát, azonban csak a második nekifutásra sikerült megkapnia a városi rangot.
Ezzel hatalmas lehetőséget kapott a további fejlődésre, amit igyekszik is kihasználni. Itt működik az Ecsedi Báthory István Református Gimnázium és Kollégium. Sportéletének fellendítése, tömegsportmozgalma kiterjesztése céljából tervbe vette sportcsarnok és uszoda megépítését is.
A település mindent megtesz azért, hogy minél több munkahelyet teremtsen.

### Kisecsed
A település nevében lévő „nagy” jelző megkülönböztető jellegű volt, mivel szomszédságában volt a régen elpusztult Kisecsed falu. Keletkezésének és pusztulásának pontos ideje nem ismert. A XVII. sz -ban már létezett, 1614-es források KYS ECHHIED néven írják le. Kisecsed jobbágyfalu volt, Nagyecsed felszaporodott lakossága telepedett itt meg. Lakói szolgáltatásokkal tartoztak a várnak, és ezért cserébe némi kiváltsággal bírtak. Mivel a láp szélén, a védelmet nyújtó várfalakon kívül feküdt, ki volt téve az ellenség pusztításainak, valószínűleg ezért is néptelenedett el.

### A nagyecsedi zsidóság
A zsidóság betelepülése Nagyecsedre a 18. század végén kezdődőtt. A betelepülők többsége kereskedelemmel és mezőgazdasággal foglalkozott, kisebb részük pedig kézműves volt.
A Magyar Zsidó Kongresszust követően a közösség csatlakozott az ortodox közösségek sodrához. A városban chevra kadisha (temetkezési egylet), zsinagóga, temető, illetve jótékonysági és oktatási intézmények létesültek.
Az 1919-1921 között zajló fehérterror idején a helyi zsidókat terrorbrigádok bántalmazták, és néhány zsidót internálótáborba zártak.
A második világháború kitörése után, 1941 nyarán a közösségből 120 embert soroztak be és küldtek az ukrán frontra munkaszolgálatra, ahol a magyarok a németekkel együtt harcoltak. A besorozottak többsége elpusztult.
1944 márciusában, a német hadsereg bevonulása után a zsidóknak a faluban megtiltották a lakossággal való kapcsolatfelvételt. Naponta mindössze egy órára hagyhatták el otthonukat, hogy élelmiszert vásároljanak. Közvetlenül pészah után a zsidókat a zsinagógában gyűjtötték össze, majd két nappal később a mátészalkai gettóba szállították őket, ahonnan az auschwitzi megsemmisítő táborba deportálták őket.
A háború után kevés túlélő tért vissza a városba. A Joint segítségével felújították a zsinagóga épületét, megújult a temető és a közösségi élet. Izrael állam megalakulása (1948) után a nagyecsedi zsidók többsége úgy döntött, hogy alijázik (bevándorol) Izraelbe. Eladták a "Talmud Tóra" épületet és az új zsinagóga építésére szánt telket, és ezeknek az árán finanszírozták bevándorlásukat Izraelbe. 1963-ra már csak három zsidó család maradt, és a közösséget hivatalosan felszámolták.

## Közélete

### Polgármesterei
- 1990–1994: Szűcs Gusztáv (KDNP-FKgP-MDF)[10]
- 1994–1998: Szűcs Gusztáv (MDF-FKgP-KDNP)[11]
- 1998–2000: Szűcs Gusztáv (MIÉP-MDF)[12]
- 2001–2002: Szűcs Gusztáv (MIÉP-MDF)[13][14]
- 2002–2006: Kovács Lajos (független)[15]
- 2006–2010: Kovács Lajos (Összefogás Megyénkért)[16]
- 2010–2014: Kovács Lajos (független)[17]
- 2014–2019: Kovács Lajos (független)[18]
- 2019–2024: Kovács Lajos (független)[19]
- 2024– : Kovács Lajos (független)[1]

A településen 2001. március 25-én időközi polgármester-választást (és képviselő-testületi választást) tartottak, az előző képviselő-testület önfeloszlatása miatt. A választáson az addigi polgármester is elindult, és sikerült is megerősítenie a pozícióját.

## Népesség
A település népességének változása:
| Lakosok száma | 6524 | 6407 | 6327 | 6056 | 5927 | 5969 | 5953 |
|               | 2013 | 2014 | 2015 | 2021 | 2022 | 2023 | 2024 |

2001-ben a város lakosságának 84%-a magyar, 16%-a cigány nemzetiségűnek vallotta magát.
A 2011-es népszámlálás során a lakosok 91%-a magyarnak, 20,1% cigánynak mondta magát (8,8% nem nyilatkozott; a kettős identitások miatt a végösszeg nagyobb lehet 100%-nál). A vallási megoszlás a következő volt: római katolikus 5,1%, református 58,6%, görögkatolikus 6,4%, felekezeten kívüli 14,2% (13,6% nem válaszolt).
2022-ben a lakosság 91,8%-a vallotta magát magyarnak, 8% cigánynak, 0,3% ukránnak, 0,2% bolgárnak, 0,1-0,1% németnek, örménynek és románnak, 0,8% egyéb, nem hazai nemzetiségűnek (8,2% nem nyilatkozott; a kettős identitások miatt a végösszeg nagyobb lehet 100%-nál). Vallásuk szerint 4,2% volt római katolikus, 60,4% református, 4,8% görög katolikus, 2% egyéb keresztény, 5,6% felekezeten kívüli (22,7% nem válaszolt).

## Nevezetességei
- Görögkatolikus templom
- Rákóczi-emléktábla
- Szivattyútelep
- Díszkút

- Sárvár és a sárvári monostor romjai. A vár és a monostor Nagyecsedtől mintegy három km-re levő dombon, az egykori Ecsedi-láp délnyugati végében állt. A domb a láp egy szigetét alkotta. A monostort még a Gutkeled nemzetség alapította. Romjait 1970-ben tárták fel.
- Műemlék szivattyútelep. A ma is üzemképes gőzüzemű szivattyú és vízműtelepet az Ecsedi-láp vízmentesítésére építették. 1926-27-ben építették át villanyteleppé. A létesítményt e- kettős funkció teszi hazánkban egyedülállóvá. 1987 óta műemlék.
- Helytörténeti kiállítás. 1988-ban adták át a Berey Józsefről elnevezett helytörténeti kiállítás épületét, melyben Nagyecsed népi életét, történelmi-és régészeti értékeit bemutató kiállítás tekinthető meg

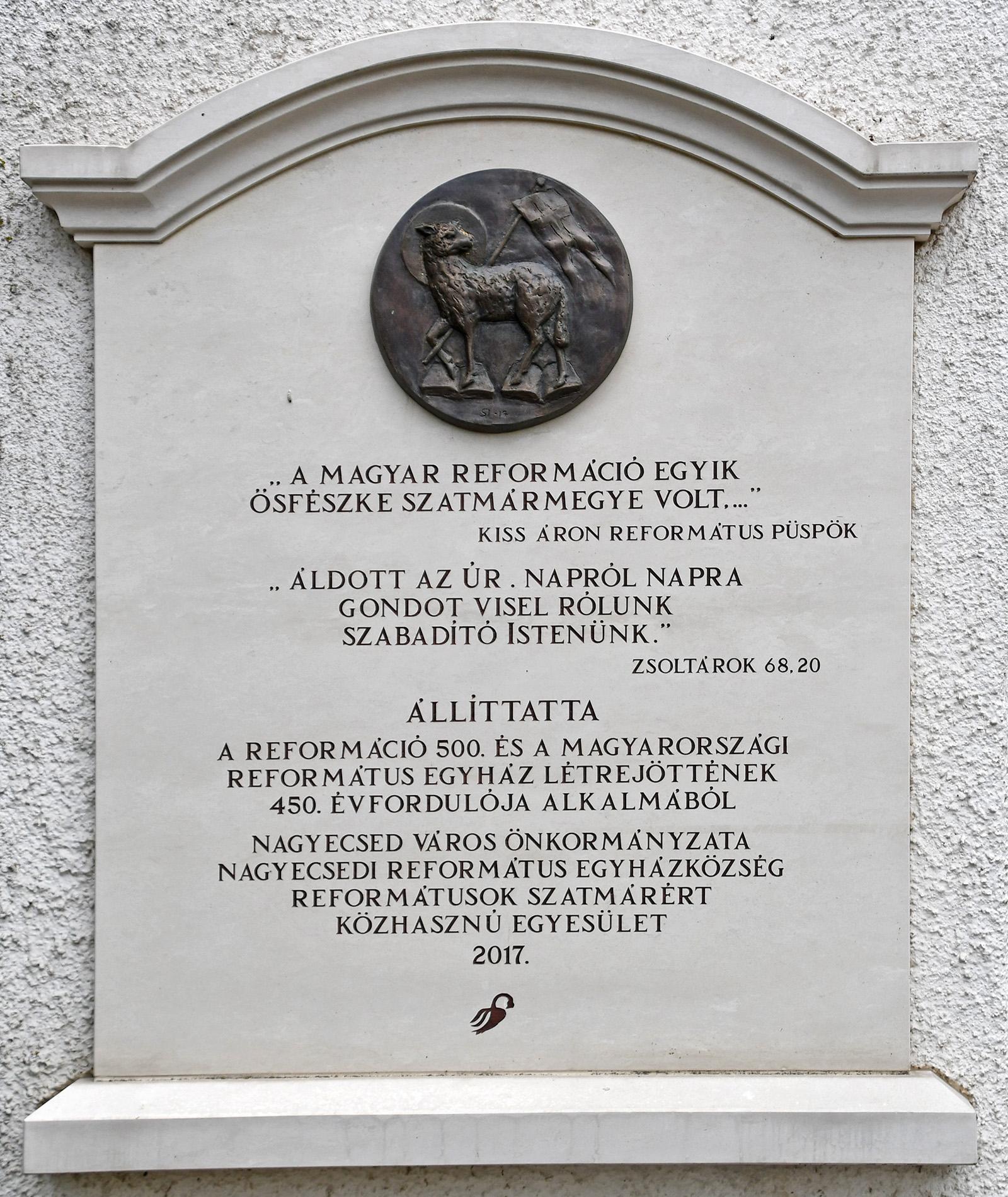
A Reformátusok Szatmárért Közhasznú Egyesület, Nagyecsed Város Önkormányzata és a Nagyecsedi Református Egyházközség a Reformáció 500. évfordulója alkalmából készített emléktábla - amely Bíró Lajos szobrászművész alkotása - avatásával és megáldásával emlékeztek meg a megújulás évéről

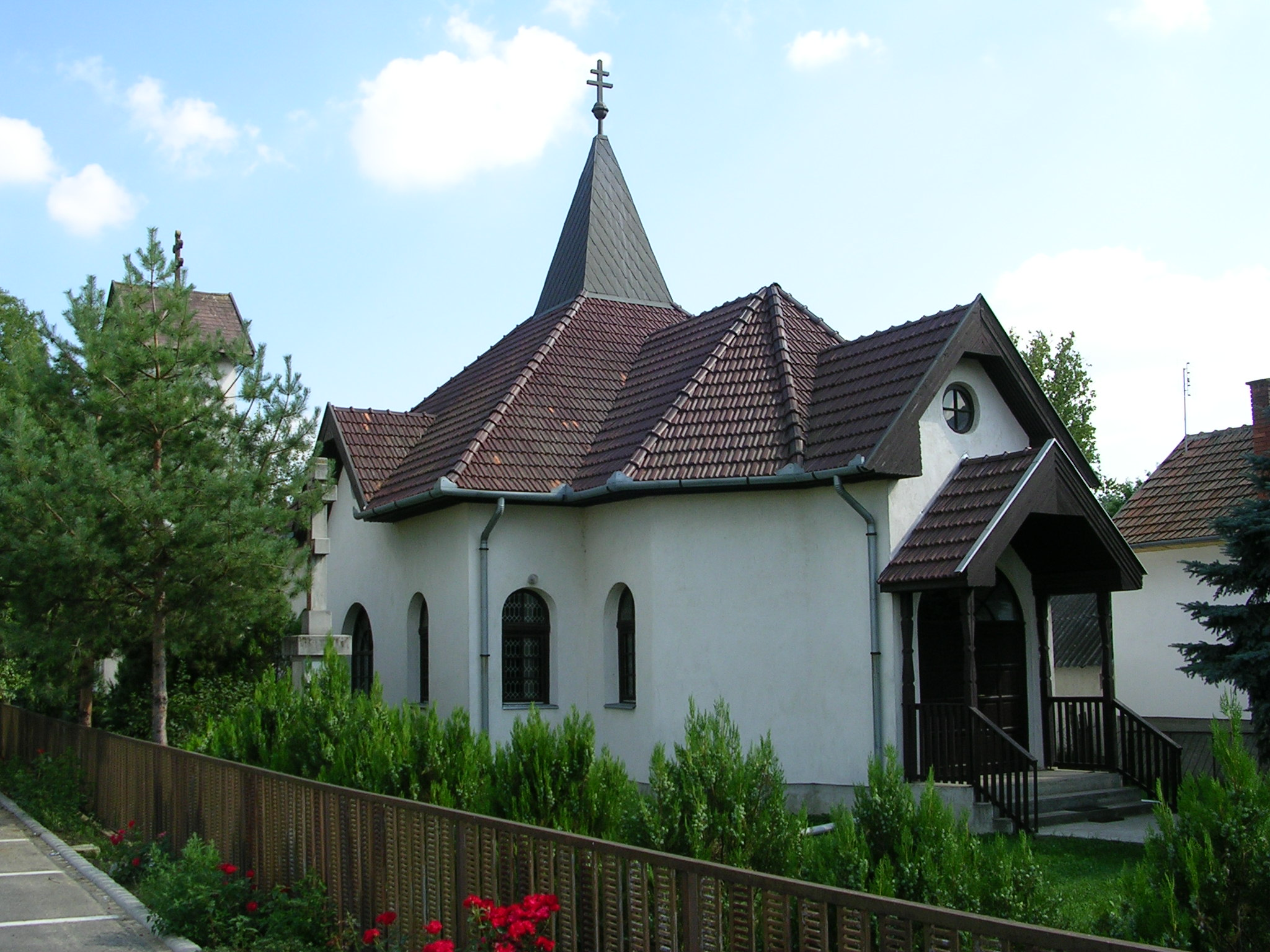
Református templom
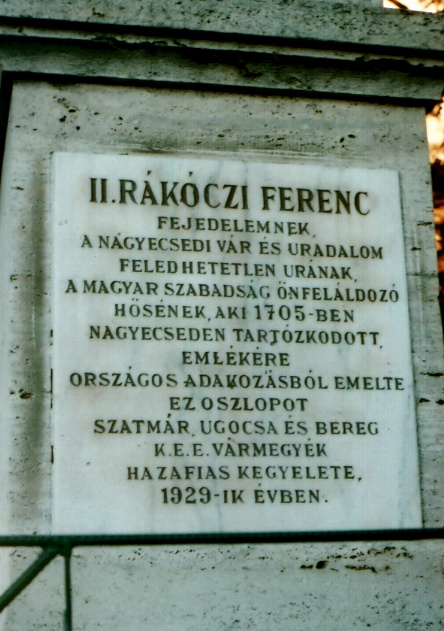
Rákóczi-emléktábla
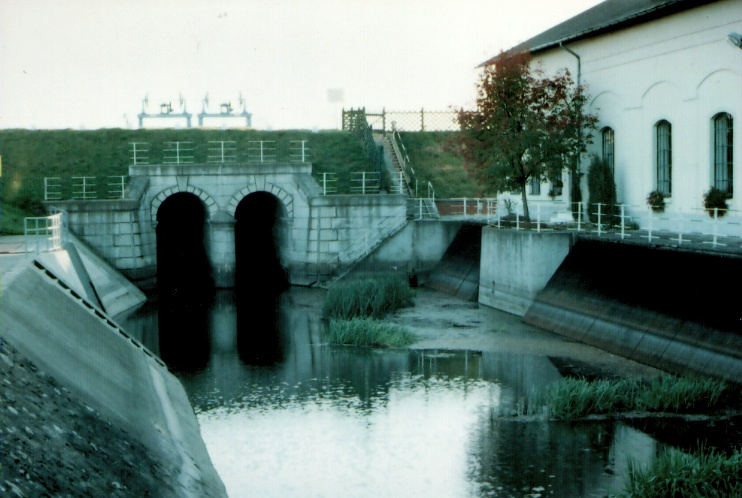
Szivattyútelep
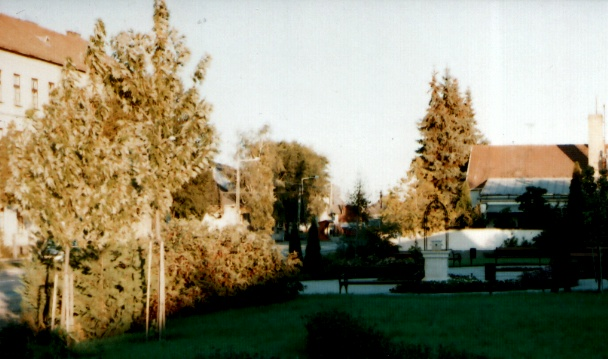
Díszkút

- Görögkatolikus templom
- Ecsedi-láp kiállítás
- Füvészkert és vadállatmenhely

### Emlékművek, emléktáblák
- Báthori István országbíró mellszobra
- II. Rákóczi Ferenc emlékműve
- Millecentenáriumi emlékmű
- Harangtorony emlékmű
- Péchy László-emléktábla
- A reformáció 500. évfordulójának emléktáblája

### Itt születtek
- Ecsedi Báthori István országbíró (1555–1605), Báthori Erzsébet bátyja itt született a hagyományok szerint. A protestáns főúr udvara sokáig az országrész legjelentősebb szellemi központja volt, európai hírű humanisták és prédikátorok vették körül. A tizenöt éves háborúban a török ellen harcolt, később Bocskai István mellé állt. Támogatta Károlyi Gáspár teljes bibliafordításának megjelenését (Vizsolyi Biblia). Vele kihalt a Báthori-család ecsedi ága.
- Dancs Lajos (1920–1988) népdalgyűjtő, zenepedagógus
- Szállási Árpád (1930–2012) orvos, orvostörténész
- Tóth József (1932–2019) agrármérnök, közgazdász, operációkutató, egyetemi tanár, az MTA doktora
- Beke Margit (1939–) egyháztörténész, történelem-orosz szakos középiskolai tanár, az MTA doktora (2008) a történelemtudomány kandidátusa (1995)
- Balázs Gusztáv (1951–) etnográfus, néptáncművész
- Homonyik Sándor (1953–) énekes, gitáros
- Szántó Károly nóta- és operetténekes
- Bódi Guszti (1958–) és felesége, Bódi Margó (1962–) roma származású énekesek, a Bódi Guszti és a Fekete Szemek zenekar megalapítói
- Tóth Elemér (1974–) festő, grafikus

### Itt éltek
- Kovásznai Péter (1617–1673) református püspök egy ideig Nagyecseden volt lelkész.
- Vörösmarty Mihály 1849 őszén a hagyomány szerint megszállt itt, sógorával együtt Szatmárnémetibe menekült.
- Berey József (1859–1940) 1888-ban lett Nagyecseden református lelkész. Kölcsey Ferencről jelentek meg irodalmi tanulmányai, emellett feldolgozta Nagyecsed helytörténetét és néprajzát.
- Ozsváth Sándor (1950–2024) beszédtanár, művelődéstörténész, újságíró Nagyecseden töltötte gyermekkorát. Itteni élményeit több könyvében is megörökítette (Látjátok, feleim…, Mik vagyunk?, Por és hamu, Trianon árnyai, Pergő időben).

### A népművészet mesterei
A Népművészet Mestere díj Nagyecsedhez kötődő birtokosai:
- Molnár Lajos (1889–1970) táncos
- Bíró Lajosné sz. Erdélyi Erzsébet (1897–1987) táncos
- Bulyáki Gergely (1905–1979) táncos
- Rostás Mihály (1937–2002) mesemondó
- „Rákóczi” Kovács Gusztáv (1937–2007) táncos
- Szabó Lajosné sz. Czine Rozália (1936–) táncos
- Murguly Lajos a népművészet ifjú mestere, verbunktáncos

## Nagyecseddel kapcsolatos érdekességek

### Magyar agár

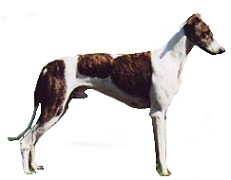
Magyar agár

A második világháború után a magyar agarat gyakorlatilag kihaltnak tartották, csak néhány elszigetelt helyen maradt meg néhány példány, amelyeket nem egyszer orvvadászatra használtak. Amikor 1963-ban egy Mátyás királyról szóló film forgatásához magyar agárra lett volna szükség, Szigethy Kálmán, a MAFILM gödöllői filmtelepének vezetője Nagyecseden, a volt Károlyi-uradalomban fedezett fel néhány példányt, amelyeket megvásárolt, és ezzel elkezdődött a fajta újjászületése. Az FCI 1966-ban fogadta el önálló fajtaként a magyar agarat. Azóta Európa több országában megismerték és megszerették a fajtát, s a tenyésztők kitartó munkájának köszönhetően a magyar agár jövője – úgy tűnik – biztosítva van.

## Képzőművészet
Nagyecsed Város Önkormányzata, a nagyecsedi Labor Cafe és a Reformátusok Szatmárért Közhasznú Egyesület közös összefogásának köszönhetően valósult meg Fülöp Sándor festőművész állandó kiállítása 2017. július 6-án.

## Kultúra

### Rendezvények
- Szatmár Határok Nélkül, református találkozó[25]
- Ecsedi-láp Fesztivál[26]
- Lápi disznótoros[27]
- Országos Nagyecsedi Verbunkverseny[28]